# Montclus (Gard)

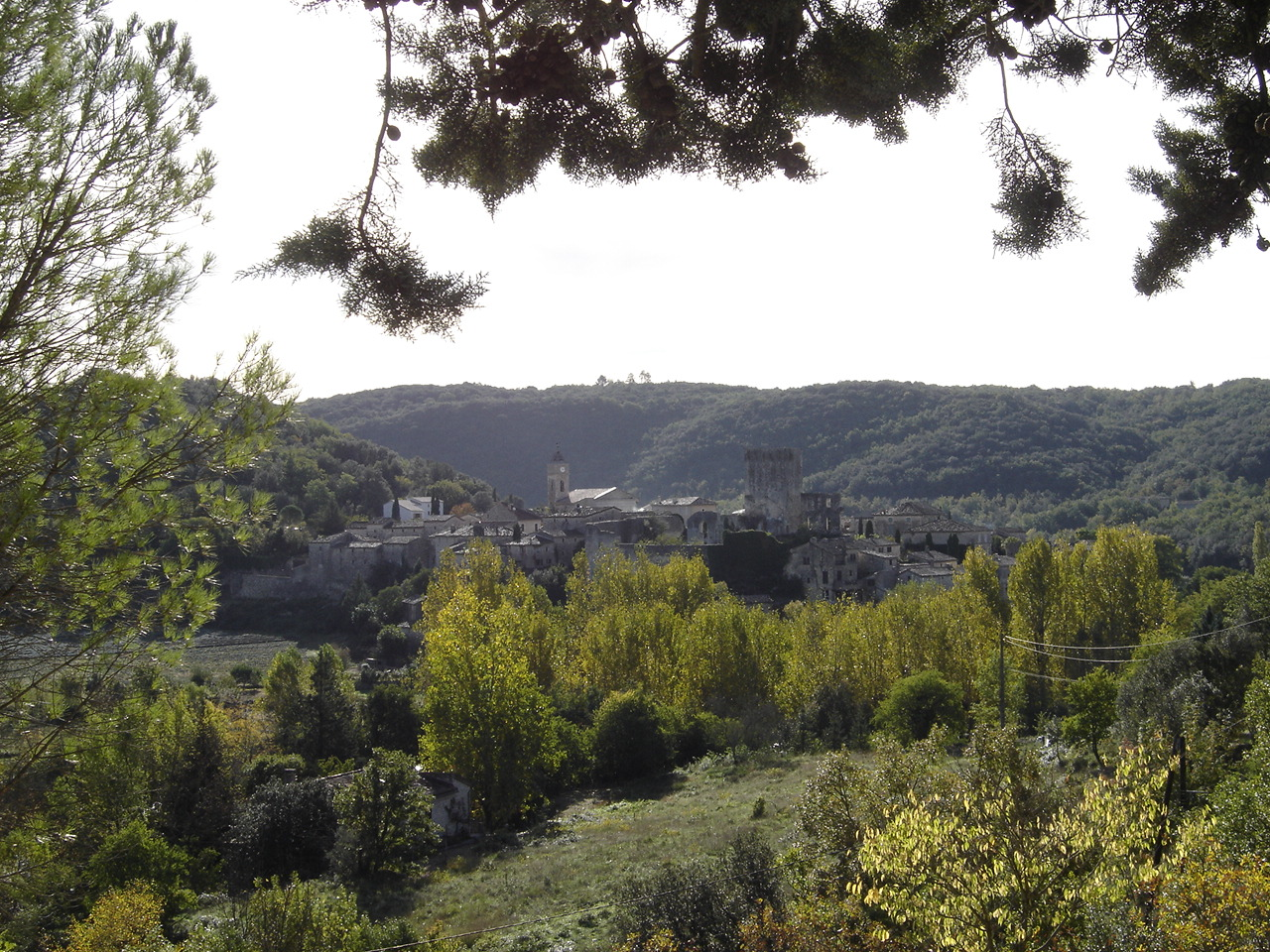
Montclus

Montclus – miejscowość i gmina we Francji, w regionie Oksytania, w departamencie Gard.
Według danych na rok 1990 gminę zamieszkiwało 135 osób, a gęstość zaludnienia wynosiła 6 osób/km² (wśród 1545 gmin Langwedocji-Roussillon Montclus plasuje się na 768. miejscu pod względem liczby ludności, natomiast pod względem powierzchni na miejscu 325.).